# Krążowniki ciężkie typu New Orleans
Krążowniki ciężkie typu New Orleans – typ amerykańskich krążowników ciężkich z okresu międzywojennego i II wojny światowej, składający się z siedmiu okrętów, budowanych w latach 1930–1937. Stanowiły trzeci typ amerykańskich krążowników ciężkich zaprojektowanych w ramach ograniczeń narzuconych traktatem waszyngtońskim z 1922 roku.
Były oryginalnie następcami jednostek typu Northampton, powstałymi jako część planowanego programu dużej rozbudowy floty. W reakcji jednak na przeszacowanie wyporności swoich poprzedników, jednostki New Orleans chronione były silniejszym opancerzeniem. Odpowiadając ograniczeniom narzuconym umowami międzynarodowymi, krążowniki traktatowe tego typu miały wyporność standardową 9950 ton, uzbrojone zaś były w dziewięć dział artylerii głównej kalibru 203 mm. Przy projektowaniu tych okrętów w zakresie ochrony biernej po raz pierwszy wprowadzono koncepcję stref odporności. Konstrukcja tych jednostek stała się projektem bazowym dla wszystkich późniejszych przedwojennych i większości wojennych konstrukcji amerykańskich ciężkich krążowników.
Wszystkie jednostki tego typu wzięły udział w działaniach wojennych podczas II wojny światowej, uczestnicząc we wszystkich większych bitwach morskich wojny na Pacyfiku, prowadziły także operacje na obszarze Atlantyku. USS „Astoria”, „Quincy” oraz „Vincennes” zostały zatopione 9 sierpnia 1942 roku w bitwie koło wyspy Savo w trakcie kampanii na wyspach Salomona, pozostałe okręty zakończyły służbę w United States Navy wkrótce po wojnie.

## Geneza
Po wejściu w życie postanowień traktatu waszyngtońskiego z 1922 roku, większość sygnatariuszy umowy rozpoczęła budowę okrętów maksymalnie wykorzystujących traktatowy limit wyporności 10 000 ton standardowych uzbrojonych w działa o największym dozwolonym kalibrze 203 mm, określanych jako krążowniki traktatowe lub waszyngtońskie. Pierwszy amerykański okręt traktatowy miał jednak wejść do służby dopiero na koniec 1929 roku, podczas gdy Wielka Brytania ukończyła już 11 krążowników waszyngtońskich i miała kolejne cztery w budowie, zaś Japonia miała osiem krążowników traktatowych (w tym typów Furutaka i Aoba) i cztery w budowie.
W tym samym roku, Stany Zjednoczone miały siedem kolejnych jednostek na różnych etapach budowy przed wodowaniem. W Stanach Zjednoczonych powstawały w tym czasie krążowniki typu Pensacola (9100 ton), następnie stanowiące ich ulepszoną wersję jednostki typu Northampton (9006 ton). Podobnie jak konstrukcje innych krajów, jednostki te wyposażone zostały w maksymalnie dopuszczalny kaliber dział artylerii głównej, jednak przez bardzo konserwatywne wyliczenia na etapie projektowym, w obu przypadkach przeszacowano wyporność tych okrętów. W rezultacie, zarówno typ Pensacola jak i Northampton miały zbyt niską wyporność kosztem wytrzymałości konstrukcji i jakości ochrony biernej okrętów – w tym grubości opancerzenia.
Po uświadomieniu sobie wynikających z tego słabych stron tych konstrukcji, stało się oczywiste, że wynosząca niemal 1000 ton rezerwa wyporności może zostać wykorzystana celem ulepszenia opancerzenia kolejnych okrętów, zwłaszcza wprowadzenia pewnej limitowanej ochrony przeciw pociskom dział 203 mm. Po nieudanej konferencji genewskiej 1927 roku, w zamiarze dorównania Wielkiej Brytanii, prezydent Calvin Coolidge dążył do uruchomienia wielkiego programu budowy okrętów – nie mniej niż 25 krążowników, 5 lotniskowców oraz 41 innych okrętów. Nie znalazł jednak poparcia społecznego dla tak dużego programu zbrojeniowego, w konsekwencji nie uzyskał jego autoryzacji przez Kongres. Ostatecznie w 1928 roku Kongres uchwalił Cruiser Bill, ustawę autoryzującą program budowy okrętów w znacznie mniejszej skali, która autoryzowała budowę siedmiu krążowników w kilku następnych latach, z kolejnymi przewidzianymi na rok budżetowy 1934.
|                 | Nr kadłuba | Stocznia                    | Położenie stępki  | Wodowanie         | Ukończenie       | Koniec służby     |
| --------------- | ---------- | --------------------------- | ----------------- | ----------------- | ---------------- | ----------------- |
| „New Orleans”   | CA-32      | New York Navy Yard          | 14 marca 1931     | 12 kwietnia 1933  | 15 lutego 1934   | 10 lutego 1947    |
| „Astoria”       | CA-34      | Puget Sound                 | 1 września 1930   | 16 grudnia 1932   | 28 kwietnia 1934 | 9 sierpnia 1942 † |
| „Minneapolis”   | CA-36      | Philadelphia Naval Shipyard | 27 stycznia 1931  | 06 września 1933  | 19 maja 1934     | 10 lutego 1947    |
| „Tuscaloosa”    | CA-37      | New York Shipbuilding       | 3 września 1931   | 15 listopada 1933 | 17 sierpnia 1934 | 13 lutego 1946    |
| „San Francisco” | CA-38      | Mare Island                 | 9 września 1931   | 9 marca 1933      | 10 lutego 1934   | 10 lutego 1946    |
| „Quincy”        | CA-39      | Fore River                  | 15 listopada 1933 | 19 czerwca 1935   | 9 czerwca 1936   | 9 sierpnia 1942 † |
| „Vincennes”     | CA-44      | Fore River                  | 2 stycznia 1934   | 21 maja 1936      | 24 lutego 1937   | 9 sierpnia 1942 † |

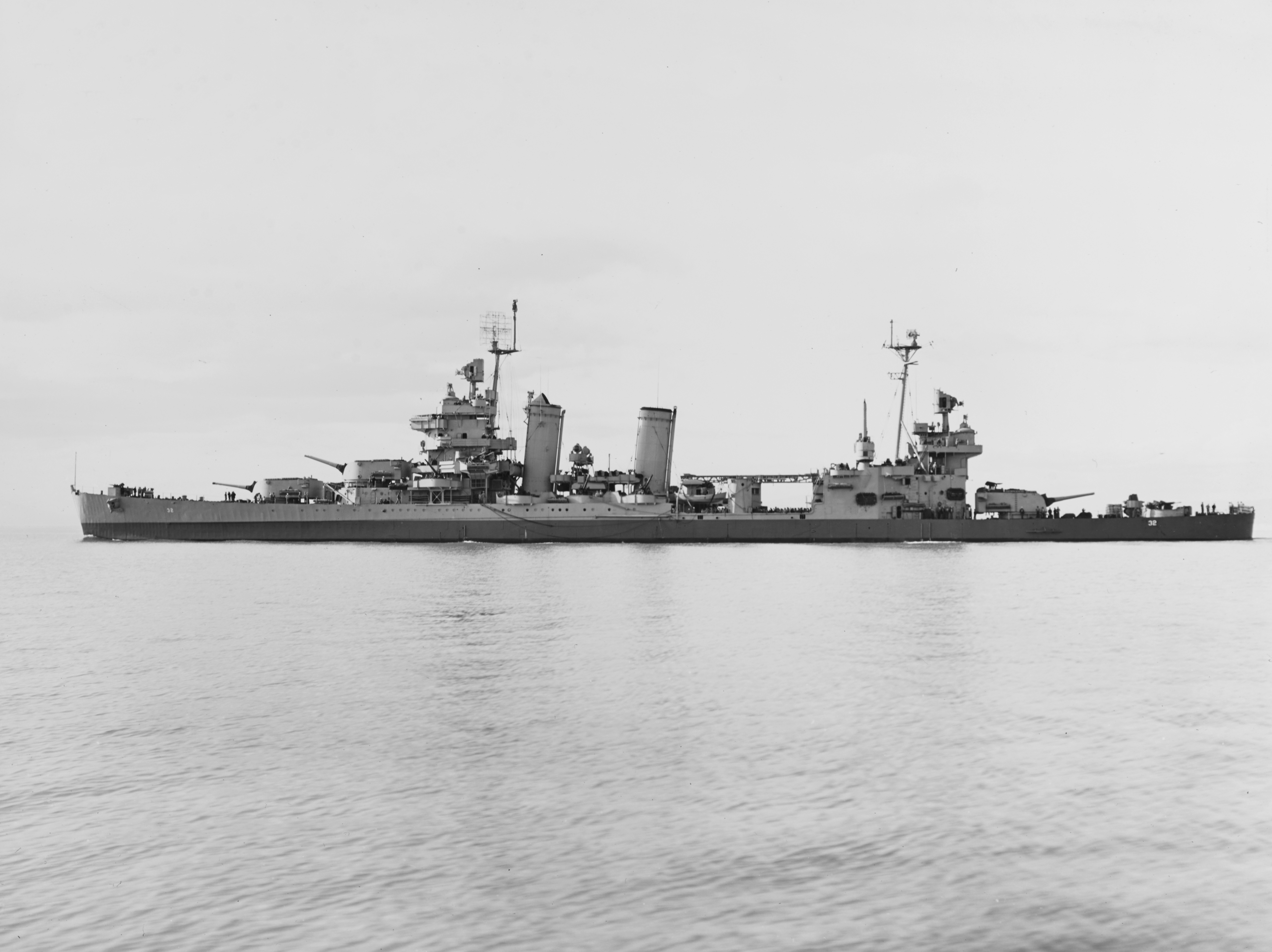
Sylwetka USS „New Orleans” (CA-26) w konfiguracji z 1945 roku

W związku z faktem, że wyporność jednostek typów Pensacola i Northampton została znacznie przeszacowana, konieczne było wprowadzenie istotnych modyfikacji do projektu nowych okrętów – niemożliwe okazało się jednak wprowadzenie istotnych zmian do dwóch okrętów budowanych w stoczniach prywatnych, toteż projekty tych jednostek poddano jedynie relatywnie niewielkim modyfikacjom, skutkiem których powstały dwa krążowniki „przejściowego” typu Portland. Projekty okrętów budowanych w stoczniach państwowych uległy natomiast znacznej modyfikacji, i w latach 1930/31 położono stępki pod budowę pięciu pierwszych okrętów nowego typu, które ukończono w roku 1934, budowę pozostałych dwóch rozpoczęto w latach 1933 i 1934, ukończono zaś odpowiednio w roku 1936 i 1937.
Zawarty w 1930 roku traktat londyński spowodował przeciągnięcie budowy okrętów tego typu. W natychmiastowym efekcie tej umowy, budowa wszystkich amerykańskich jednostek traktatowych została tymczasowo wstrzymana, a wynikłe stąd opóźnienie spowodowało, że stępka pod ostatni okręt tego typu, USS „Vincennes” (CA-44), nie została położona aż do roku 1934. Pierwotnie planowana była budowa kolejnych jednostek, jednak w efekcie traktatu londyńskiego budowa krążowników ciężkich została ograniczona, a kolejne okręty były odtąd krążownikami „lekkimi” o wyporności 10 000 ton z 12 lub 15 działami kalibru 155 mm.

## Konstrukcja
Okręty nowego typu miały wyporność pełną 13 500 ton, wyporność zaś standardową 9950 ton, przy długości całkowitej (LOA) 179 metrów i 176 metrów długości na linii wodnej (LWL). Maksymalna szerokość sięgała 18,82 metra, zanurzenie zaś wynosiło 762 cm. Zewnętrznie okręty typu New Orleans różniły się od wcześniejszych amerykańskich ciężkich krążowników mniejszą odległością między dwoma umieszczonymi za pomostem kominami. Było to rezultatem zmienionej aranżacji systemu napędowego, w której wyeliminowano system sekcji, a wszystkie kotły zostały zgrupowane w śródokręciu, zaś pozostałe urządzenia napędowe umieszczono za nimi w kierunku rufy. Zmniejszyło to odporność okrętów na ataki torpedowe, ryzyko z tym związane uznano jednak za akceptowalne i równoważone umożliwieniem dzięki temu skrócenia okrętów na linii wodnej o 4,2 metra oraz zmniejszenia szerokości o 1,2 metra. Mniejsza długość maszynowni oznaczała, że okręty nowego typu mogą zostać silniej opancerzone, bez wiążącego się z tym zwykle wzrostu masy. Poza ogólną zmianą aranżacji maszynowni, siłownia okrętów pozostała niezmieniona. Wyposażona była w osiem kotłów wodnorurkowych, z których para napędzała cztery turbiny Westinghouse o mocy wyjściowej 107 000 shp, za pośrednictwem przekładni i czterech wałów przekazujące energię dla czterech śrub okrętowych. Mniej pożądanym efektem tych zmian było ograniczenie pojemności zbiorników paliwa nowych jednostek, wahającej się od 2100 do 2200 ton w zależności od okrętu, w porównaniu do 3000 ton poprzednich typów. Po raz pierwszy w amerykańskich krążownikach, awaryjna energia elektryczna zapewniana była za pomocą specjalnych generatorów Diesla, nie zaś za pomocą energii zgromadzonej w akumulatorach. Konstrukcyjna prędkość maksymalna tych okrętów wynosiła 32,7 węzła, podczas testów jednak jednostki tego typu osiągały maksymalnie 32,36 węzła. Mimo zmniejszonej pojemności zbiorników paliwa, podobnie jak wcześniejsze jednostki tej klasy, krążowniki typu New Orleans miały zasięg 10 000 mil morskich przy prędkości 15 węzłów. Według różnych źródeł i w różnych okresach, załogi tych okrętów liczyły od 751 do 1100 oficerów i marynarzy.

### Ochrona bierna

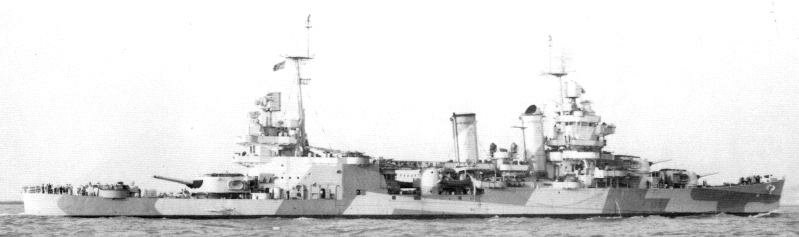
USS „San Francisco” (CA-38) w nowym malowaniu maskującym Measure 33/13D w 1944 roku. Zbliżone do siebie dwa kominy nad umieszczoną w śródokręciu siłownią okrętu, co spowodowało przesunięcie katapult wodnosamolotów z przestrzeni między dwoma kominami za drugi komin. Brak też charakterystycznego dla dużych amerykańskich okrętów okresu przedwojennego trójnogiego masztu ze stanowiskiem dowodzenia na jego szczycie. Zamiast tego, okręty tego typu otrzymały masywny i opancerzony pomost bojowy. Magazyny amunicji zostały przeniesione poniżej linii wodnej, co chronić miało je przed uderzeniami pocisków artyleryjskich.

Wcześniejsze typy ciężkich krążowników miały zbyt małą w stosunku do traktatowego limitu wyporność, przy jednocześnie relatywnie kruchej konstrukcji i słabym opancerzeniu. W przypadku projektu jednostek typu New Orleans, zrodziło to możliwość wykorzystania niemal 1000-tonowego zapasu wyporności dla zwiększenia opancerzenia okrętów. Toteż grubość pasa pancernego nowych jednostek została zwiększona do 5 cali (127 mm) w jego górnej części, podczas gdy w części dolnej pozostała niezmieniona i wynosiła 3 cale (76 mm). Grodzie miały grubość 5 cali zaś magazyny amunicji otrzymały osobną ochronę w postaci klatek ze stali pancernej STS o grubości 3 do 4 cali (76–102 mm). Opancerzenie poziome natomiast stanowiły płyty pancerne o grubości 3 mm na głównym pokładzie oraz 2 cale (51 mm) na pokładach niższych. Opancerzenie tych ostatnich zmniejszało się jednak do 1 (25 mm) lub 0,5 cala (12,7 mm) poza strefą magazynów. Wieże dział artylerii głównej zostały ciężko opancerzone pancerzem o grubości 5 cali w części czołowej oraz 3 cali po bokach i na szczycie wieży. Również barbety otrzymały opancerzenie o grubości 5 cali. Ciężko opancerzone były także wieże dowodzenia okrętów, chronione stalą pancerną o grubości 8 cali (203 mm). Ogółem masa opancerzenia nowych okrętów wynosiła 15% ich wyporności standardowej, ponad dwukrotnie więcej niż w okrętach typu Pensacola – pierwszych amerykańskich jednostkach traktatowych. Ostatnie cztery jednostki tego typu, „Tuscaloosa”, „San Francisco”, „Quincy” i „Vincennes”, zostały uzbrojone w działa kalibru 203 mm o mniejszej masie, w konsekwencji czego ogólna waga ich trzydziałowych wież była o około 40 ton mniejsza. W dwóch pierwszych z nich, zmniejszenie wagi wież zostało wykorzystane do wzmocnienia opancerzenia barbet, które otrzymały pancerz o grubości 6,5 cala (165 mm).

#### Strefy odporności

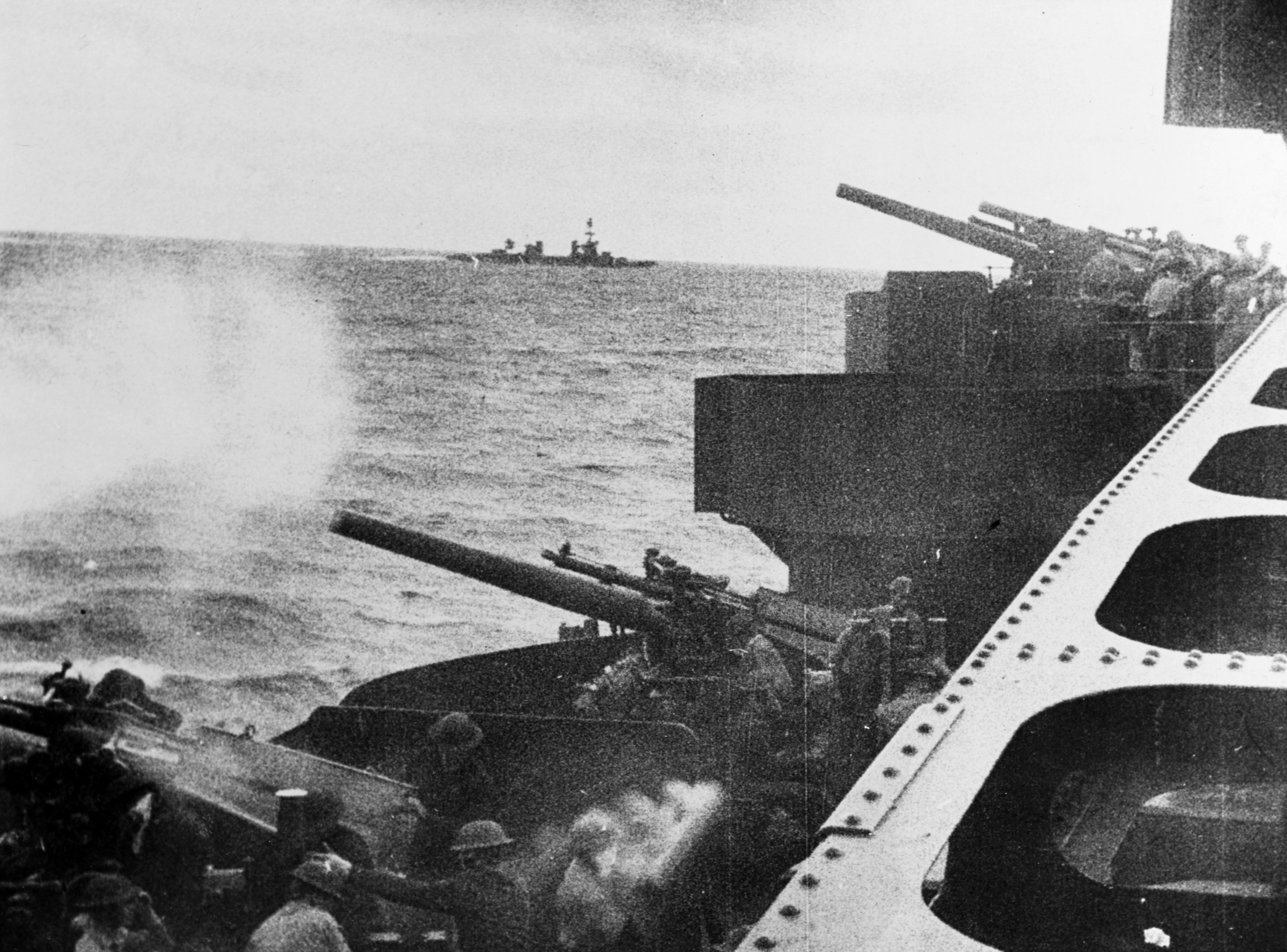
Działa artylerii pomocniczej 127 mm L/25 w jakie wyposażone były jednostki typu New Orleans, na zbliżonym konstrukcyjnie krążowniku ciężkim USS „Northampton” (CA-26)

Do obliczeń niezbędnego opancerzenia posłużono się nową koncepcją immune zones (stref odporności) zakładającą naukowe podejście do empirycznego ustalenia niezbędnej grubości pancerza. Uprzednio ustalano grubość pancerza przez ustalenie jego przebijalności przez pocisk określonego kalibru z określonej odległości. Takie podejście nie brało w ogóle pod uwagę prawdopodobieństwa trafienia w określony sposób. Nowe, bardziej zaawansowane badania poprzedzone były precyzyjną oceną możliwych do zaistnienia sytuacji taktycznych, w których okręty mogą się znaleźć, po czym dopiero określenie najmniejszej odległości strzału, przy której ochronę zapewni pancerz boczny, oraz największej odległości strzału, przy której pancerz poziomy zapewni ochronę przeciwko pociskowi spadającemu z góry. Różnica między tymi dwoma odległościami określona została jako immune zone (strefa odporności), w której okręt jest dobrze chroniony przeciwko pociskom o określonym kalibrze. Po raz pierwszy więc, zamiast określania w wymaganiach taktyczno-technicznych okrętów konkretnych grubości pancerza w określonych miejscach, biuro okrętów określiło w wymaganiach projektowych jedynie strefy odporności. Wprowadzenie koncepcji stref odporności umożliwiło także wprowadzenie bardziej naukowych metod określania optymalnego sposobu rozkładu pancerza. W ten sposób określono na przykład strefę odporności przy ostrzale amunicją kalibru 203 mm dla magazynów amunicji wynoszącą 12 000 na 24 000 jardów (10 973 na 21 945 metrów), oraz 15 000 (13 716 metrów) na 24 000 jardów dla maszynowni i centrali przekaźników.
Jako jeden ze sposobów zwiększenia ochrony biernej tych okrętów, konstrukcja krążowników typu New Orleans obniżyła poziom magazynów amunicji, przez umieszczenie ich poniżej linii wodnej. Wprawdzie uprzednio uważano to za zbyt ryzykowne w przypadku trafienia torpedą, aktualnie jednak uznano to ryzyko za możliwe do zaakceptowania, w zamian za lepszą ochronę przed ogniem artyleryjskim. W rezultacie wszystkich zmian konstrukcyjnych, jednostki tego typu otrzymały wyporność standardową niemal dokładnie 10 000 ton.

### Uzbrojenie
W nowej konstrukcji pozostawiono niezmienioną konfigurację uzbrojenia głównego w postaci trzech wież z trzema działami 203 mm L/55 każda. O ile jednak „New Orleans” i „Astoria” miały dziewięć ciężkich dział Mark 14, o tyle „Tuscaloosa”, „San Francisco”, „Quincy” i „Vincennes” wyposażone były w Mark 12 – znacznie lżejsze działa tego samego kalibru, zaś „Minneapolis” w Mark 15. Różnica wagi tych dział wynosiła nawet 13 ton. Znacznie też różniły się między sobą wieże artyleryjskie na różnych okrętach tego typu. O ile wieża „New Orleans” ważyła 299 ton, o tyle wieża „Tuscaloosa” miała wagę 254 tony, zaś wewnętrzna średnica ich barbet wynosiła odpowiednio 6,40 i 6,02 metra
Artyleria pomocnicza została wzmocniona do ośmiu pojedynczych dział uniwersalnych 127 mm L/25 równomiernie rozmieszczonych na obu burtach po bokach pomostu oraz kominów. Dodatkowo zaopatrzono okręty w osiem karabinów maszynowych Browning M2 12,7  mm w charakterze lekkiej artylerii przeciwlotniczej.
Zmiany w aranżacji maszynowni oraz zastosowanie dwóch położonych bliżej siebie kominów spowodowały zmiany w infrastrukturze lotniczej. Nadbudówka okrętów została zdominowana przez hangar lotniczy dla czterech samolotów, podczas gdy dwie katapulty zostały zainstalowane po lewej i prawej burcie. Dach hangaru mieścił zarówno podwójne dźwigi jak i należące do okrętów łodzie. Zamiast typowego dla amerykańskich ciężkich okrętów trójnogiego przedniego masztu, na okrętach zainstalowano lekki maszt i nowocześniejszą prostą wieżę dowodzenia, z przelicznikami artyleryjskimi artylerii głównej na jej szczycie, natomiast drugi przelicznik zainstalowano na lekkim maszcie głównym. Jednostki typu Northampton otrzymały początkowo przeliczniki artyleryjskie Mark 19 dla dział 127 mm, podczas gdy ich następcy nowocześniejsze przeliczniki podwójnego zastosowania Mark 27.

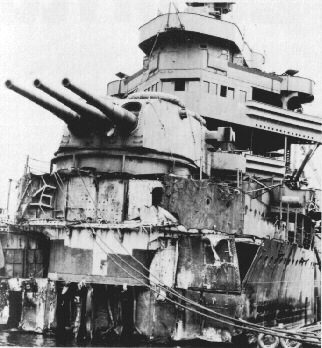
USS „New Orleans” (CA-32) z dziobem urwanym przez eksplozję torpedy podczas bitwy pod Tassafarongą. Zdjęcie ukazuje doskonale widoczną konfigurację wieży z trzema działami 203 mm L/55.

W 1940 roku zarekomendowano wyposażenie okrętów w cztery poczwórne działka 28 mm (1,1") L/75 oraz instalację osłony przeciwodłamkowej wokół nieosłoniętych dział 127 mm. Propozycja w tym zakresie została zaakceptowana, jednak prace nad jej realizacją zakończyły się dopiero po japońskim ataku na Pearl Harbor. W tym samym czasie zainstalowane zostały radar przeciwlotniczy oraz działka Oerlikon 20 mm. Zaburzyło to jednak stabilność okrętów, toteż wkrótce usunięto opancerzenie wieży dowodzenia, razem z jednym dźwigiem oraz jedną katapultą. Okręty tego typu, które przetrwały wojnę, zakończyły ją z jeszcze bardziej wzmocnionym lekkim uzbrojeniem przeciwlotniczym, w tym czterema poczwórnymi zestawami dział Boforsa 40 mm i do 28 działek 20 mm Oerlikona, w zamian za przestarzałe działka kalibru 28 mm, które zostały usunięte.
W związku z podjętą w 1930 roku decyzją o wycofaniu wyrzutni torpedowych z wszystkich klas ciężkich okrętów, jednostki New Orleans nigdy ich nie otrzymały. Ich konstrukcja stała się podstawą wszystkich późniejszych przedwojennych i wielu wojennych typów amerykańskich ciężkich krążowników.

## Działania bojowe
Wszystkie okręty wzięły udział w działaniach bojowych na Pacyfiku, „Tuscaloosa” jednak operowała także na Atlantyku, wspierając lądowanie w Afryce północnej, współdziała również z brytyjską Home Fleet w operacjach u brzegów Norwegii, po czym wspierała lądowanie w Normandii, a następnie we Francji południowej. W styczniu 1945 roku dołączyła do Floty Pacyfiku, w składzie której brała udział w bataliach o Iwo Jimę i o Okinawę. USS „Astoria”, „Quincy” oraz „Vincennes” uczestniczyły w krwawej kampanii na wyspach Salomona, gdzie w nocy z 8 na 9 sierpnia 1942 roku odegrały główne role w bitwie koło wyspy Savo. W dużej mierze z powodu błędów w amerykańskim systemie dowodzenia i błędów komunikacji, w nocnym starciu z pięcioma japońskimi ciężkimi krążownikami admirała Gun’ichi Mikawy, wszystkie trzy siostrzane okręty zostały wówczas zatopione.
USS „New Orleans” (CA-32) uczestniczył w serii dużych starć, w tym w nocnym starciu pod Tassafarongą 30 listopada 1942 roku, podczas którego zatopiony został krążownik USS „Northampton” (CA-26). Sam „New Orleans” otrzymał wówczas trafienie japońską torpedą Typ 93, która urwała mu dziób. Ciężkie uszkodzenie pod Savo spowodowało, że do sierpnia 1943 roku okręt przechodził remont, wziął potem udział w bitwach na Morzu Filipińskim, pod Leyte i o Okinawę. Bardzo podobny przebieg miał udział w działaniach wojennych USS „Minneapolis”, łącznie z utratą części dziobowej pod Tassafarongą.
W tym samym miesiącu, ciężki krążownik „San Francisco”, który w trakcie japońskiego ataku na Pearl Harbor przechodził połączony z modernizacją remont w tamtejszej stoczni, starł się z japońskimi pancernikami „Hiei” i „Kirishima” podczas pierwszej bitwy pod Guadalcanalem, co wyłączyło go z akcji do lutego 1943 roku. Ogień z jego dział 203mm przebił jednak pas pancerny „Hiei” unieruchamiając maszynę sterową japońskiego okrętu flagowego, co doprowadziło do późniejszego zatopienia okrętu admirała Hiroaki Abe. „San Francisco” wziął następnie udział w amerykańskiej kampanii ofensywnej na Aleutach, po czym w amerykańskim natarciu na centralnym Pacyfiku.
Wszystkie okręty, które przetrwały wojnę, do 1947 roku zostały odstawione do rezerwy, po czym w 1959 roku zostały sprzedane na złom.